# Andrés Caicedo
Pour les articles homonymes, voir Caicedo.
Andrés Caicedo, né le 29 septembre 1951 à Santiago de Cali où il est mort le 4 mars 1977, est un écrivain colombien.
Bien qu'il mourût très jeune, son œuvre littéraire est considérée comme une des plus originales de la littérature colombienne. Caicedo anima plusieurs mouvements culturels dans sa ville dont le cercle littéraire des Dialogantes, le ciné-club de Cali et la revue Ojo al Cine. En 1970, il remporta le premier concours littéraire de contes de Caracas avec Los dientes de caperucita, ce qui lui conféra une première reconnaissance du milieu intellectuel.
Il a écrit que vivre plus de 25 ans est une honte, ce qui est perçu par beaucoup comme la principale raison de son suicide alors qu'il n'a que 25 ans, et qu'il vient de recevoir un exemplaire de son livre, publié par une maison d'édition argentine,,.
L'œuvre de Caicedo est consacrée à la société urbaine et à ses problèmes sociaux, en particulier le rapport avec le monde actuel. Contrairement au courant du réalisme magique, l'œuvre de Caicedo s'inspire exclusivement de la réalité sociale. Ainsi, certains spécialistes le considèrent comme l'antithèse de grandes figures de la littérature latino-américaine comme Gabriel García Márquez. En particulier, le journaliste, écrivain et cinéaste chilien Alberto Fuguet soutient l'œuvre de Caicedo, en qui il voit « le premier ennemi de Macondo ».
Bien qu'il soit célèbre en Colombie, Caicedo n'est pas encore connu du public dans le reste du monde, sûrement à cause de sa mort prématurée. Cependant, grâce à l'influence qu'il a auprès d'écrivains de la nouvelle génération comme Rafael Chaparro, Efraim Medina Reyes, Octavio Escobar ou encore Ricardo Abdahllah, son œuvre est de plus en plus reconnue.

## Biographie

### Premières années
Fils de Carlos Alberto Caicedo et de Nellie Estela, Andrés fut le cadet d'une fratrie de quatre enfants, et le seul garçon. En 1958, naquit son frère Fransisco José, qui mourra trois années plus tard. À ce moment, Andrés étudiait au collège du Pilar, institution dans lequel il rentra après son passage au collège Pie XII, « un grand établissement franciscain » commenta-t-il plus tard. À cause de son mauvais comportement à l'école – Caicedo raconta qu'il mentait beaucoup à ses amis, s'inventant une célébrité et un succès qu'il n'avait pas, ce qui lui causa plusieurs problèmes – il fut transféré en 1964 dans une autre institution éducative, le collège Calasanz, dans la ville de Medellín. Cette même année, il écrivit son premier conte, El Silencio. Sa scolarité, avant de revenir à Cali, continua d'être turbulente et épisodique : du collège Calasanz, il alla au collège Berchmans (institution qui influença beaucoup son univers littéraire) d'où il fut expulsé pour aller à celui de San Luis en 1966. Il y fut expulsé en 1968 pour mauvaise conduite, il passa son bachillerato (équivalent du baccalauréat en France) au collège Camacho Perea.

### Entre les lettres, le théâtre et le cinéma
À côté de son intérêt pour la littérature, Andrés montra un grand intérêt pour le théâtre et le cinéma. En 1966, il écrivit sa première pièce de théâtre, Las curiosas conciencas, et le récit Infección. Un an plus tard, il mit en scène La Cantatrice chauve, de Eugène Ionesco, et il écrivit les pièces El fin de las vacaciones, Recibiendo al nuevo alumno, El Mar, Los imbéciles también son testigos, et La piel del otro héroe. Avec cette dernière il gagna le Premier Festival de Théâtre Étudiant de Cali. En 1968, il entra au Département de Théâtre de l'Université de Valle, qu'il abandonnera trois ans plus tard. En 1969, il entra comme acteur au Théâtre Expérimental de Cali, où il rencontra Enrique Buenaventura.
Cette année fut l'année la plus prolifique d'Andrés Caicedo. Ses débuts dans les rangs de la critique cinématographiques dans les journaux tels qu'El País, Occidente et El Pueblo coïncidèrent avec plusieurs prix littéraires. Son récit Berenice fut récompensé dans le concours de contes de l'Université de Valle, alors que Los Dientes de Caperucita occupa la deuxième place au concours latino-américain de conte, organisé par la revue vénézuélienne Imagen. Il adapta et mis en scène une autre œuvre d'Eugène Ionesco : Les Chaises. Il écrivit les récits Por eso yo regreso a mi cuidad, Vacíos, Los mensajeros, Besacalles, De arriba a abajo de izquierda a derecha, El espectador, Felices amistades, Lulita, ¿que no quiere abrir la puerta?.

### Le ciné-club de Cali
Son goût pour le cinéma l'amena à fonder en 1969, avec ses amis Ramiro Arbaláez, Hernando Guerrero, Carlos Mayolo et Luis Ospina, le Ciné-club de Cali, dans un espace culturel appelé Cuidad Solar, propriété de Guerrero. Le ciné-club déménagea ensuite à la salle du TEC (Teatro Experimental de Cali), puis au Théâtre Alameda et enfin au Théâtre San Fernando. Le ciné-club attira un ensemble de personnes très diverses, dans lequel on pouvait trouver étudiants, intellectuels et cinéphiles, qui voyaient, interprétaient et critiquaient ce qu'Andrés, alors directeur du ciné-club, choisissait de diffuser.
En 1970, il adapta et mit en scène La noche de los asesinos, de José Triana. Cette même année, il écrit Antigone. Un an plus tard, il écrivit Patricialinda, Calibanismo, Destinitos fatales, Angelita y Miguel ángel, et El atravesado. Il écrivit aussi l'essai Los héroes al principio  portant sur le roman de Mario Vargas Llosa La Ville et les Chiens, et El Mar, à propos de l'œuvre de Harold Pinter.
Avec son ami Carlos Mayolo il essaya de porter à l'écran, sans succès, le scénario de Angelita y Miguel ángel, en 1972. Cette même année, il écrivit le scénario Un hombre bueno es difícil de encontrar et les récits El pretendiente et El tiempo de la ciénaga. Ce dernier fut primé par le concours national de conte de l'Université Extérieure de Colombie.

### Le voyage auxÉtats-Unis
En 1973, Andrés alla à Los Angeles et ensuite à New York avec l'espoir de pouvoir vendre à Roger Corman quatre scénarios de long-métrage qu'il avait rédigés, et que sa sœur avait traduits avec soin. Sa démarche n'aboutit pas, et Corman n'eut jamais les textes entre ses mains. « […] c'est un milieu bien difficile et inextricable, et ceux qui sont introduits à Hollywood ne font rien pour t'aider, par crainte de la concurrence […] » écrivit sa mère dans une lettre à propos de son échec. Dans ce pays, Andrés commence à écrire ce que la critique considérera comme son meilleur roman, ¡Que viva la música!, (le seul qu'il ait eu le temps de terminer), et il commence un journal, qu'il comptait transformer en roman, Pronto : memorias de una Cinesífilis. Il a aussi eu l'occasion d'interviewer le réalisateur de cinéma Sergio Leone. Son séjour aux États-Unis a été la période de sa vie dans laquelle le cinéma a été le plus important.

### Dernières années
Maternidad, conte écrit en 1974, est selon lui son meilleur récit. Dans cette même année paraît le premier numéro de Ojo al cine, revue spécialisée qui deviendra la plus importante de Colombie. Il voyage de nouveau aux États-Unis, cette fois pour aller assister à l'Exposition internationale du cinéma. Un an plus tard, les éditions Pirata de Cualidad publie, grâce à l'aide financière de sa mère, son récit El atravesado, qui obtient un certain succès au niveau local. À partir de ce moment, il a plusieurs expériences homosexuelles.

### Le suicide
Fidèle à son idée que la vie doit raisonnablement se terminer à 25 ans, Andrés essaye par deux fois de se suicider en 1976. Malgré cela, il écrit deux récits de plus dont Pronto et Noche sin fortuna. Les numéros 3, 4 et 5 de Ojo al cine paraissent. Il fait parvenir le manuscrit final de ¡Que viva la música! à Colcultura, de qui il recevra un exemplaire édité le 4 mars 1977. Ce même jour, il décide de mettre fin à ses jours en ingérant intentionnellement 60 pastilles de Sécobarbital (un somnifère).
Analysant sa mort, Alberto dit :
« Caicedo est le chaînon manquant du dernier boom. Il est l'ennemi numéro un de Macondo. Je ne sais pas à quel point on peut considérer son geste comme un suicide, peut-être a-t-il été assassiné par García Márquez et la culture dominante de cette époque. Il tenait moins du rockeur que les Colombiens voyaient en lui et plus de l'intellectuel. Un nerd tourmenté. Il avait des déséquilibres, une angoisse de vivre. Il n'était pas très à l'aise dans sa vie. Il avait des difficultés pour rester debout. Il avait besoin d'écrire pour se maintenir. Il s'est tué parce qu'il en avait trop vu. »

## Influences

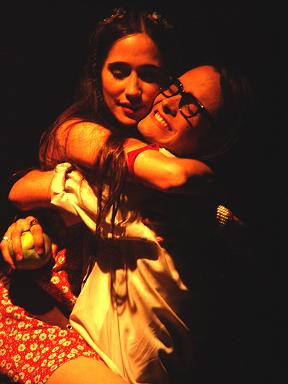
Photo dAngelitos empantanados, réalisé par le Théâtre matacandelas de Medellín (2003).

L'avant-dernier auteur dans la succession de Caicedo a été l'Ibaguereño Manuel Giraldo Magil dans son œuvre Conciertos del Desconcierto. Dans les années 1990, Opio en las nubes, de Rafael Chaparro Madiedo, a été vu comme une version revisitée de plusieurs histoires de Caicedo. L'influence de l'auteur caleño se fait encore ressentir de nos jours avec des auteurs comme Octavio Escobar Giraldo, dans son livre De música lígera ; ou encore Efraím Medina, qui reprend à son compte l'humour noir de Caicedo dans son roman Érase una vez el amor pero tuve que matarlo. Ricardo Abdahllah a aussi, dans son premier recueil de contes Noche de Quema, fait allusion à plusieurs récits de Caicedo revisité dans les années 1990. La compagnie théâtrale de Medellín a joué, pendant une dizaine d'années, Angelitos empantanados, basé sur le travail de l'auteur.

## Œuvre
La majorité de ses écrits furent publiés après sa mort. Grâce au travail de certains de ses amis, ses contes et ses manuscrits pour le théâtre ont pu être diffusés au grand public, tout comme ses essais critiques sur le cinéma. Certaines lettres qu'il a envoyées à sa mère, ses sœurs ou ses amis ont aussi été publiées, ce qui a permis de confirmer ses troubles émotionnels. Les recueils les plus célèbres sont :
- El libro negro de Andres Caicedo (2008). Bogota: Norma
- El cuento de mi vida (2007). Bogota: Norma  (ISBN 978-958-04-9982-4)
- Noche sin fortuna / Antígona (2002). Bogota: Norma
- Ojo al cine (1999). Bogotá: Norma
- Angelitos empantanados o historias para jovencitos / A propósito de Andrés Caicedo y su obra (1995). Bogota: Norma  (ISBN 958-04-3201-5)
- Recibiendo al nuevo alumno (1995). Cali: Editorial de la Facultad de Humanidades de la Universidad del Valle
- Destinitos fatales (1984). Bogota: Oveja Negra  (ISBN 84-8280-413-8)
- Berenice / El atravesado / Maternidad / El Tiempo de la ciénaga (1978). Cali: Editorial Andes

### Romans
- ¡Que viva la música! (1977)
- Noche sin fortuna (inconclusa) (1976)
- La estatua del soldadito de plomo (inconclusa) (1967)
- La Vida de Jose Vicente Diaz Lopez (inconclusa) (1975)

### Contes
- Pronto (1976)
- En las garras del crimen (1975)
- Maternidad (1974)
- El pretendiente (1972)
- El tiempo de la ciénaga (1972)
- El atravesado (1971)
- Destinitos fatales (1971)
- Calibanismo (1971)
- Patricialinda (1971)
- Antígona (1970)
- Berenice (1969)
- Lulita, ¿qué no quiere abrir la puerta? (1969)
- Felices amistades (1969)
- El espectador (1969)
- De arriba a abajo de izquierda a derecha (1969)
- Besacalles (1969)
- Vacíos (1969)
- Por eso yo regreso a mi ciudad (1969)
- Los mensajeros (1969)
- Los dientes de Caperucita (1969)
- Infección (1966)
- Calicalabozo[6] (1966)
- El silencio (1964)

### Scénarios de cinéma et de théâtre
- Un hombre bueno es difícil de encontrar (1972)
- El fin de las vacaciones (1967)
- Recibiendo al nuevo alumno (1967)
- El mar (1967)
- Los imbéciles están de testigos (1967)
- La piel del otro héroe (1967)
- Las curiosas conciencias (1966)

### Œuvres traduites en français
- Que viva la música! (2012), Belfond  (ISBN 9782714451255)

### Source
- (es) Cet article est partiellement ou en totalité issu de l’article de Wikipédia en espagnol intitulé « Andrés Caicedo » (voir la liste des auteurs).